# Darlawn
Darlawn es un pueblo  situado en el distrito de Aizawl,  en el estado de Mizoram (India). Su población es de 3769 habitantes (2011).

## Demografía
Según el censo de 2011 la población de Darlawn era de 3769 habitantes, de los cuales 1858 eran hombres y 1911 eran mujeres. Darlawn tiene una tasa media de alfabetización del 94,53%, superior a la media estatal del 91,33%: la alfabetización masculina es del 95,16%, y la alfabetización femenina del 93,92%.